# Anna di Laval
Anna di Laval (Vitré, 23 settembre 1505 – Craon, 1554) principessa di Taranto, fu una nobildonna francese e pretendente nominale al Regno di Napoli. Era la figlia di Guido XVI, conte di Laval, e di Carlotta d'Aragona, Principessa di Taranto.
Fu l'unica figlia di Carlotta a sposarsi e lasciare eredi, mantenendo così viva nei suoi discendenti la pretesa del re in esilio, Federico IV, su Napoli. Il 23 gennaio 1521 sposò Francesco de la Trémoïlle, visconte di Thouars. Il matrimonio non solo portò ai La Trémoïlles la contea di Laval e la pretesa napoletana nel 1521, ma anche il rango di princes étrangers alla corte francese. Si dice anche che abbia ereditato la baronia di Laz, tuttavia la genenalogia di Père Anselme sulla sua famiglia non fa menzione di ciò.
Suo figlio maggiore, Luigi III de La Trémoille, diventò il primo duca di Thouars nel 1599, mentre il suo secondo figlio maschio, Giorgio, e il terzo, Claudio, fondarono, rispettivamente, i rami cadetti dei marchesi di Royan e dei duchi di Noirmoutier.

## Ascendenza
|                                  |                        |                                          | Genitori                                  |  |  | Nonni |  |  | Bisnonni               |  |  | Trisnonni                            |  |
|                                  |                        |                                          |                                           |  |  |       |  |  | Conte Guy XIV di Laval |  |  | Guy XIII di Montfort, Conte di Laval |  |
|                                  |                        |                                          |                                           |  |  |       |  |  | Conte Guy XIV di Laval |  |  | Guy XIII di Montfort, Conte di Laval |  |
|                                  |                        | Anna di Laval                            |                                           |  |  |       |  |  | Conte Guy XIV di Laval |  |  |                                      |  |
| Jean de Laval, barone di Quintin |                        |                                          |                                           |  |  |       |  |  | Conte Guy XIV di Laval |  |  |                                      |  |
|                                  |                        | Isabella di Bretagna                     | Giovanni V di Bretagna                    |  |  |       |  |  |                        |  |  |                                      |  |
|                                  |                        | Isabella di Bretagna                     | Giovanni V di Bretagna                    |  |  |       |  |  |                        |  |  |                                      |  |
|                                  |                        | Isabella di Bretagna                     | Giovanna di Valois                        |  |  |       |  |  |                        |  |  |                                      |  |
| Conte Guy XVI di Laval           |                        | Isabella di Bretagna                     |                                           |  |  |       |  |  |                        |  |  |                                      |  |
|                                  |                        | Tristan Perier, signore di Saint-Quentin | Geoffroy Perier, signore di Saint Quentin |  |  |       |  |  |                        |  |  |                                      |  |
|                                  |                        | Tristan Perier, signore di Saint-Quentin | Geoffroy Perier, signore di Saint Quentin |  |  |       |  |  |                        |  |  |                                      |  |
|                                  |                        | Tristan Perier, signore di Saint-Quentin | Plesou di Quintin                         |  |  |       |  |  |                        |  |  |                                      |  |
| Jeanne Perier di Saint-Quentin   |                        | Tristan Perier, signore di Saint-Quentin |                                           |  |  |       |  |  |                        |  |  |                                      |  |
|                                  |                        | Isabella di Montauban                    | Guglielmo di Montauban                    |  |  |       |  |  |                        |  |  |                                      |  |
|                                  |                        | Isabella di Montauban                    | Guglielmo di Montauban                    |  |  |       |  |  |                        |  |  |                                      |  |
|                                  |                        | Isabella di Montauban                    | Bona Visconti                             |  |  |       |  |  |                        |  |  |                                      |  |
| Anna di Laval                    |                        | Isabella di Montauban                    |                                           |  |  |       |  |  |                        |  |  |                                      |  |
|                                  | Ferdinando I di Napoli | Alfonso V d'Aragona                      |                                           |  |  |       |  |  |                        |  |  |                                      |  |
|                                  | Ferdinando I di Napoli | Alfonso V d'Aragona                      |                                           |  |  |       |  |  |                        |  |  |                                      |  |
|                                  | Ferdinando I di Napoli | Giraldona Carlino                        |                                           |  |  |       |  |  |                        |  |  |                                      |  |
| Federico I di Napoli             | Ferdinando I di Napoli |                                          |                                           |  |  |       |  |  |                        |  |  |                                      |  |
|                                  |                        | Isabella di Chiaromonte                  | Tristano di Chiaromonte                   |  |  |       |  |  |                        |  |  |                                      |  |
|                                  |                        | Isabella di Chiaromonte                  | Tristano di Chiaromonte                   |  |  |       |  |  |                        |  |  |                                      |  |
|                                  |                        | Isabella di Chiaromonte                  | Sibilla Orsini Del Balzo                  |  |  |       |  |  |                        |  |  |                                      |  |
| Carlotta d'Aragona               |                        | Isabella di Chiaromonte                  |                                           |  |  |       |  |  |                        |  |  |                                      |  |
|                                  |                        | Amedeo IX di Savoia                      | Ludovico di Savoia                        |  |  |       |  |  |                        |  |  |                                      |  |
|                                  |                        | Amedeo IX di Savoia                      | Ludovico di Savoia                        |  |  |       |  |  |                        |  |  |                                      |  |
|                                  |                        | Amedeo IX di Savoia                      | Anna di Cipro                             |  |  |       |  |  |                        |  |  |                                      |  |
| Anna di Savoia                   |                        | Amedeo IX di Savoia                      |                                           |  |  |       |  |  |                        |  |  |                                      |  |
|                                  |                        | Iolanda di Valois                        | Carlo VII di Francia                      |  |  |       |  |  |                        |  |  |                                      |  |
|                                  |                        | Iolanda di Valois                        | Carlo VII di Francia                      |  |  |       |  |  |                        |  |  |                                      |  |
|                                  |                        | Iolanda di Valois                        | Maria d'Angiò                             |  |  |       |  |  |                        |  |  |                                      |  |
|                                  |                        | Iolanda di Valois                        |                                           |  |  |       |  |  |                        |  |  |                                      |  |